# 熱那亞鎮區 (密歇根州)
熱那亞鎮區（英語：Genoa Township）是位於美國密歇根州利文斯頓縣的一個特設鎮區。

## 地方資料
熱那亞鎮區的面積為93.60平方千米，當中陸地面積為87.60平方千米，而水域面積為6.00平方千米。根據2020年美國人口普查的數據，當地共有人口20692人，而人口密度為每平方千米221.07人。